# FNNニュースワイド石川6:00
『FNNニュースワイド石川6:00』（エフエヌエヌニュースワイドいしかわろくまるまる）は、1984年10月1日から1986年3月29日まで石川テレビで平日夕方と土曜夕方に放送されていた石川県向けのローカルワイドニュース番組（『FNNスーパータイム』の石川県ローカル扱い）。
この項では、1978年10月2日から1984年9月28日まで同局で平日夕方に放送されていた前身番組『ITCニュースワイド630』（アイティーシーニュースワイドろくさんまる）および『ニュースワイド石川6:30』（エフエヌエヌニュースワイドいしかわろくさんまる）についても取り上げる。

## ITCニュースワイド630 → ニュースワイド石川6:30
『FNNニュースレポート6:00』時代に放送されていた前身番組。タイトルを変更した時期は不明。当時としては珍しくステレオ放送を実施していた。

### 放送時間
- 月曜日 - 金曜日 18:30 - 18:55（1978年10月2日 - 1984年9月28日）[2]

## FNNニュースワイド石川6:00

### 放送時間
- 月曜日 - 金曜日 18:00 - 19:00、土曜日 18:00 - 18:30（1984年10月1日 - 1986年3月29日）

### メインキャスター
- 伊藤雅雄（1984年10月 - 1986年3月）